# SDSSJ0946+1006
SDSS J0946+1006은 이중 아인슈타인의 고리가 발견된 중력 렌즈 현상이 나타나는 3개의 은하로 이루어진 은하군이다.